# Dino Lucchetta
Dino Lucchetta (Turín, 13 de marzo de 1968) es un deportista italiano que compitió en remo como timonel. Ganó una medalla de bronce en el Campeonato Mundial de Remo de 1987, en la prueba de cuatro con timonel.

## Palmarés internacional
| Campeonato Mundial | Campeonato Mundial     | Campeonato Mundial | Campeonato Mundial |
| Año                | Lugar                  | Medalla            | Prueba             |
| ------------------ | ---------------------- | ------------------ | ------------------ |
| 1987               | Copenhague (Dinamarca) | Medalla de bronce  | Cuatro con timonel |